# Edizioni a grandi caratteri
Vengono definite secondo gli standard internazionali edizioni a grandi caratteri le pubblicazioni librarie in corpo tipografico non inferiore a 18 punti tipografici e carattere bastone privo di grazie.
Si tratta di pubblicazioni speciali, realizzate per lettori ipovedenti, con un visus particolarmente ridotto e con caratteristiche di impaginazione specifiche: spazi maggiorati fra le singole parole e fra le singole lettere, elevato contrasto dell'inchiostro sulla pagina, stampa su carta avoriata per ridurre fastidiosi riflessi, ampi margini attorno al testo.
La diffusione delle edizioni a grandi caratteri è limitata, poiché riguarda un pubblico potenziale di lettori piuttosto limitato, ma, a causa dell'invecchiamento della popolazione, in crescita. Negli Stati Uniti e in alcuni paesi europei queste edizioni sono diffuse, mentre in Italia il catalogo delle pubblicazioni è ancora ridotto.
Non costituiva, però una novità, in quanto era tradizionale la pubblicazione di libri di preghiere destinate a persone anziane, caratterizzati dai caratteri molto grandi.
Storicamente, i libri a grandi caratteri sono stati  realizzati in Gran Bretagna nel 1964, quando Frederick Thorpe, un distributore librario in pensione decise di ristampare in anastatica vecchie edizioni di classici della letteratura anglosassone in formato doppio rispetto all'originale. A partire dal 1969, il progetto si trasformò in un'impresa editoriale effettiva, attraverso la Fondazione Ulverscroft. L'avvio in Italia avviene negli Anni Settanta, ad opera di Edizioni Grandi Lettere, una casa editrice milanese ora scomparsa. Successivamente, sono state riprese da:
Angolo Manzoni, casa editrice piemontese che ha lanciato la collana CORPO 16, pubblicando autori contemporanei e classici, compresi alcuni titoli della saga di Harry Potter
Elena Morea editore, casa editrice torinese, che nel 1998 si è presentata con le collane autore uomo e autore donna a grandi caratteri: con possibilità di personalizzazione del testo su richiesta del lettore.
Marco Valerio Edizioni, casa editrice con sede a Torino, che pubblica la collana LIBERI CORPO 18, dedicata in particolare ai classici e ai testi per la scuola, anche con testi in lingua inglese e francese, per un catalogo di oltre cento titoli certificati accessibili, attualmente il maggiore in Europa.
Punto di fuga editore, casa editrice con sede a Cagliari e Roma, che nel 2001 ha lanciato la collana CORPOSEDICI: selezione di romanzi di narrativa italiana e straniera.